# آپوستولوفه
آپوستولوفه (به روسی: Апостолове) شهری است که در استان دنیپروپتروفسک در کشور اوکراین قرار دارد. جمعیت این شهر ۱۶٬۴۳۹ نفر است.

## نگارخانه

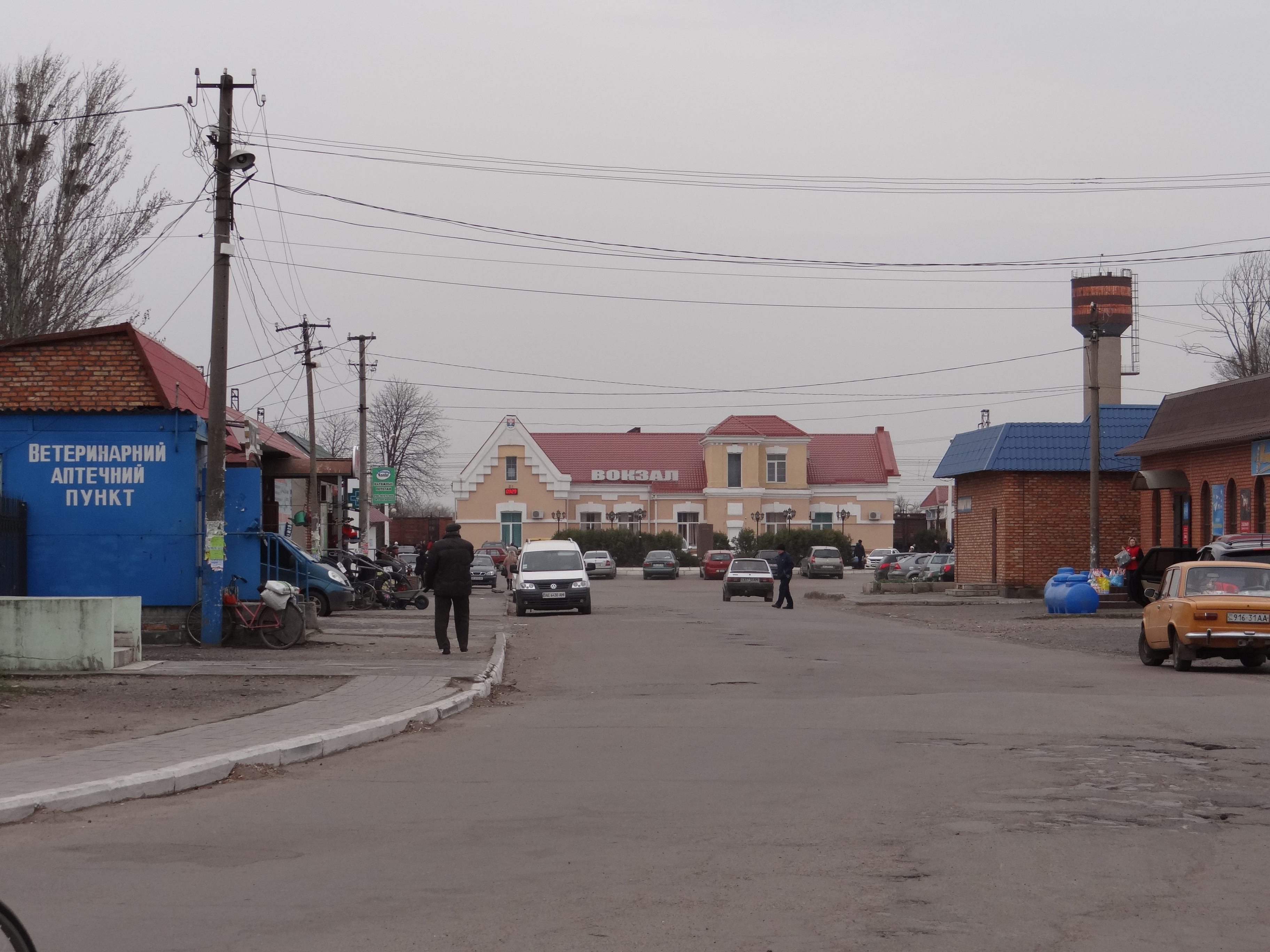
ایستگاه راه آهن شهر آپوستولو
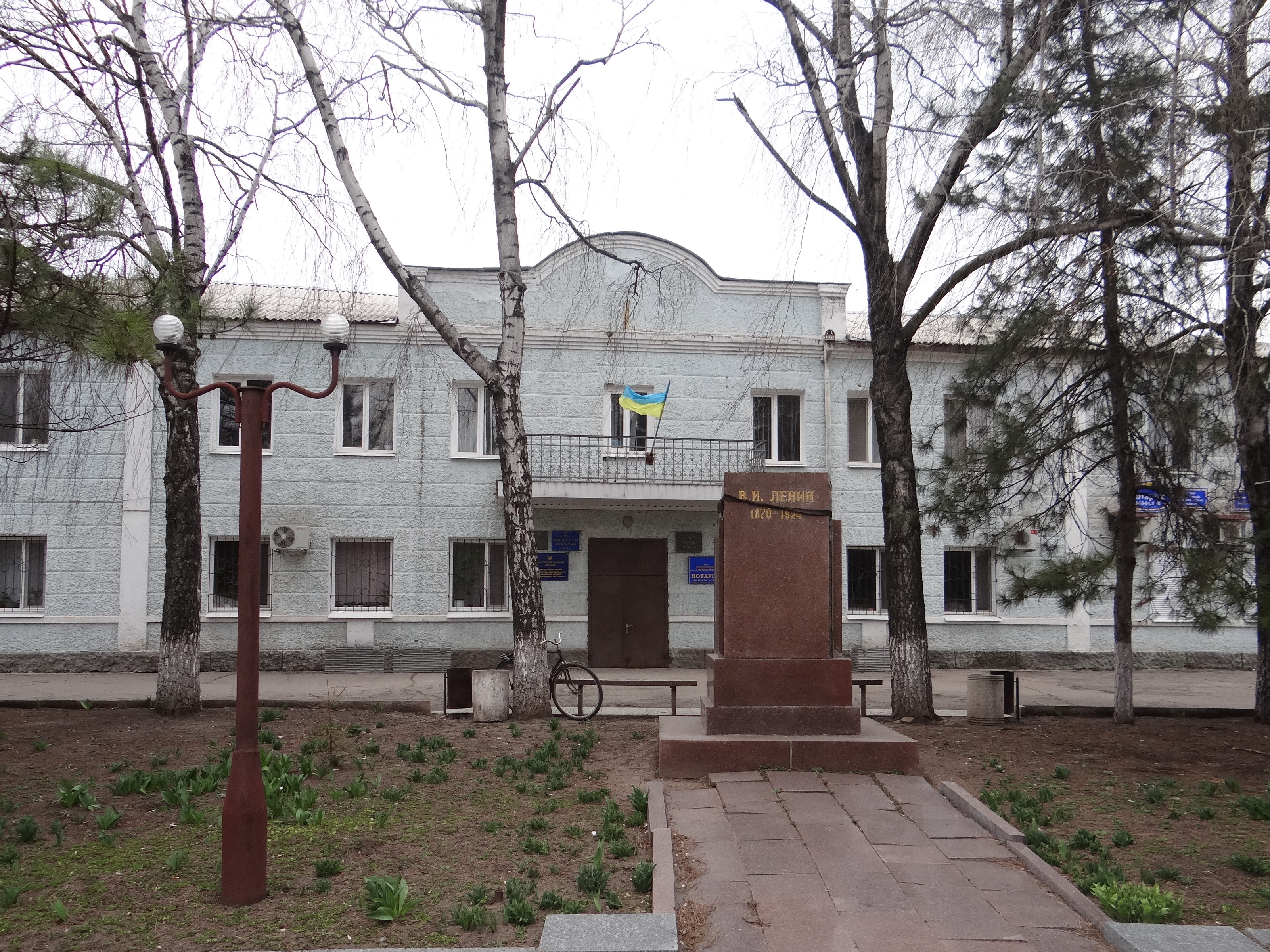
سالن شهر آپوستولو
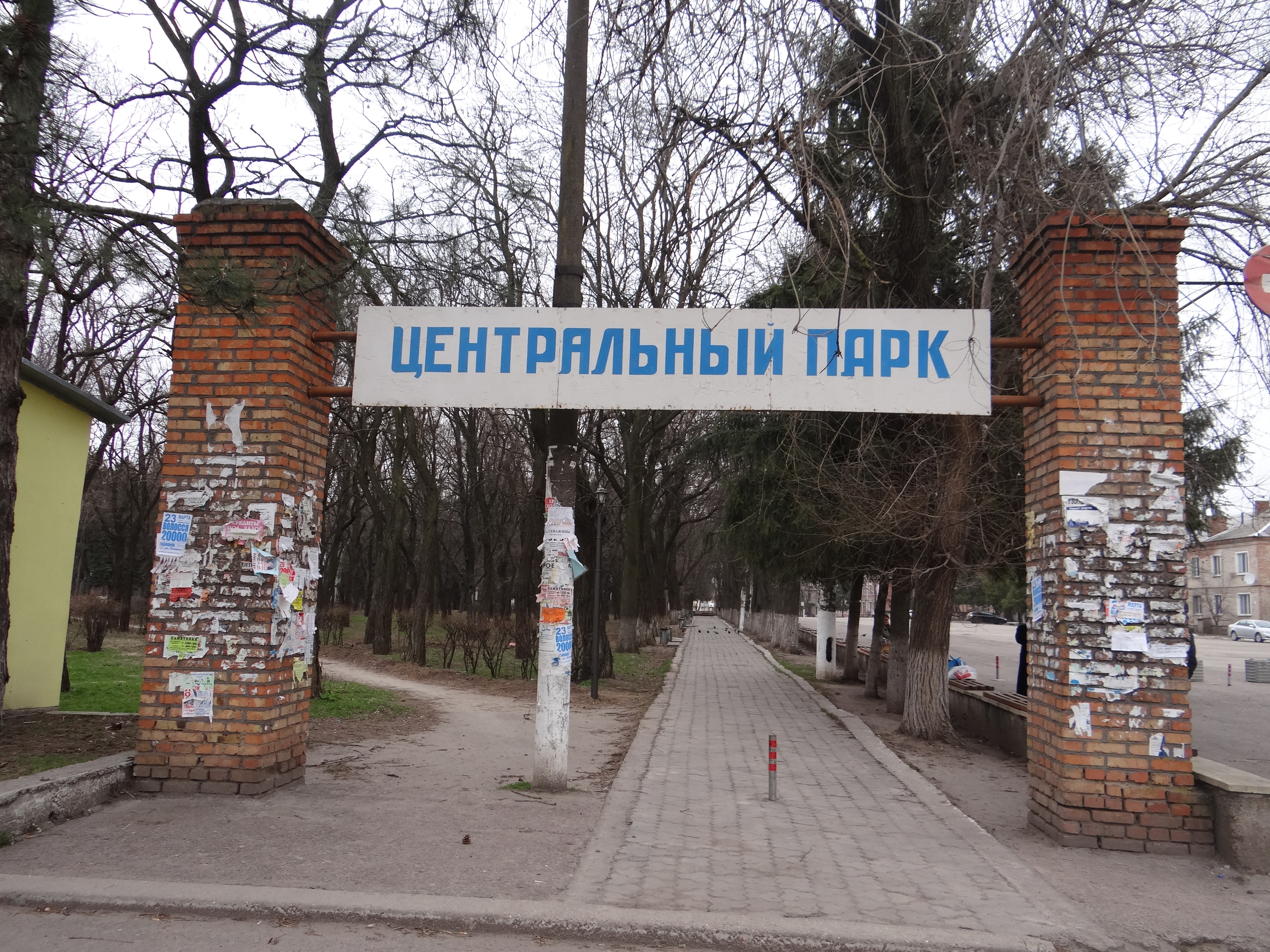
پارک شهر